# Helcar
Helcar je v Tolkienovi mitologiji bil morski zaliv, kjer so se prebudili vilini. Zaliva po odhodu vilinov ni bilo več mogoče najti, saj je Morgoth razdejal njegovo okolico in ga od Srednjega sveta ločil z veliko gorsko verigo naprehodnih gora.